# Tribenuron-methyl
Tribenuron-methyl (ISO-naam) is de methylester van het herbicide tribenuron en tevens de vorm waarin tribenuron wordt gebruikt in bestrijdingsmiddelen. Het wordt ingezet bij de teelt van granen voor de bestrijding van tweezaadlobbige onkruiden.
Tribenuron en tribenuron-methyl behoren tot de groep van sulfonylureumherbiciden, samen met onder andere chloorsulfuron, metsulfuron-methyl, nicosulfuron en azimsulfuron. Sulfonylureumherbiciden werden ontdekt door DuPont in 1975 en voor het eerst op de markt gebracht in 1982.

## Werking
Tribenuron-methyl is een systemisch herbicide, dat wordt geabsorbeerd door de wortels en bladen en zich dan in de gehele plant verspreidt. Zoals andere sulfonylureumherbiciden remt tribenuron-methyl de celdeling van de planten door de werking van het enzym acetolactaatsynthase (ALS) te verstoren. Dieren hebben een ander systeem van celdeling en daarom is de stof weinig toxisch voor zoogdieren, vogels, waterdieren, bijen of biologische bestrijders zoals sluipwespen of roofmijten. Maar de stof is wel toxisch voor hogere waterplanten en voor andere tweezaadlobbige planten dan de doelsoorten; daarom moet men bij het sproeien vermijden dat het product afdrijft naar oppervlaktewater of naar naburige vegetatie.

## Regelgeving
Tribenuron-methyl is een "bestaande actieve stof", die al gebruikt werd vóór de invoering van de Europese regelgeving inzake pesticiden (richtlijn 91/414/EEG). In het kader daarvan werd de stof geëvalueerd met het oog op eventuele opneming in Bijlage I bij deze richtlijn, dit is de lijst van actieve stoffen die de EU-lidstaten kunnen toelaten. Het resultaat hiervan was dat de stof op de lijst werd opgenomen vanaf 1 maart 2006. Onder andere in België zijn producten met tribenuron-methyl erkend.